# Sunweb-Revor/Saison 2011
Dieser Artikel listet Erfolge und Mannschaft des Radsportteams Sunweb-Revor in der Saison 2011 auf.

## Erfolge in der UCI Europe Tour
| Datum    | Rennen                             | Kat. | Fahrer        |
| -------- | ---------------------------------- | ---- | ------------- |
| 9. Juni  | 1. Etappe Carpathian Couriers Path | 2.2U | Tijmen Eising |
| 11. Juni | 3. Etappe Carpathian Couriers Path | 2.2U | Tijmen Eising |
| 16. Juni | 1. Etappe Tour of Małopolska       | 2.2  | Tijmen Eising |
| 24. Juli | 3. Etappe Kreiz Breizh Elites      | 2.2  | Kevin Pauwels |

## Erfolge im Cyclocross 2010/2011
| Datum       | Rennen                                             | Fahrer           |
| ----------- | -------------------------------------------------- | ---------------- |
| 16. Oktober | VII Ciclocross de Villarcayo, Villarcayo           | Sven Beelen      |
| 23. Oktober | VII Ciclocross de Medina de Pomar, Medina de Pomar | Sven Beelen      |
| 5. Februar  | GvA Trofee - Krawatencross, Lille (U23)            | Jim Aernouts     |
| 12. Februar | Noordzeecross, Middelkerke                         | Klaas Vantornout |
| 12. Februar | Noordzeecross, Middelkerke (U23)                   | Jim Aernouts     |
| 19. Februar | Grote Prijs Stad Eeklo, Eeklo                      | Klaas Vantornout |

## Abgänge – Zugänge
| Zugänge                    | Team 2010      | Abgänge                               | Team 2011                |
| -------------------------- | -------------- | ------------------------------------- | ------------------------ |
| Jim Aernouts               | BKCP-Powerplus | Thomas Vernaeckt                      | Veranda’s Willems-Accent |
| Tim Merlier                | Neoprofi       | Kenneth Van Compernolle               | Style & Concept          |
| Kevin Pauwels (ab 1. März) | Telenet-Fidea  | Twan van den Brand                    | Unbekannt                |
|                            |                | Lukáš Klouček                         | Unbekannt                |
|                            |                | Jan Van Dael                          | Unbekannt                |
|                            |                | Sven Vanthourenhout (bis 28. Februar) | Landbouwkrediet          |
|                            |                | Martin Zlámalík (bis 28. Februar)     | Unbekannt                |

## Mannschaft
| Name             | Geburtstag        | Nationalität |
| ---------------- | ----------------- | ------------ |
| Jim Aernouts     | 23. März 1989     | Belgien      |
| Sven Beelen      | 14. März 1990     | Belgien      |
| Stef Boden       | 31. Juli 1990     | Belgien      |
| Matthias Bossuyt | 19. Januar 1991   | Belgien      |
| Vinnie Braet     | 12. August 1991   | Belgien      |
| Angelo De Clercq | 10. Dezember 1991 | Belgien      |
| Kevin Eeckhout   | 17. Oktober 1989  | Belgien      |
| Tijmen Eising    | 27. März 1991     | Niederlande  |
| Tim Merlier      | 30. Oktober 1992  | Belgien      |
| Kevin Pauwels    | 12. April 1984    | Belgien      |
| Jiří Polnický    | 16. Dezember 1989 | Tschechien   |
| Klaas Vantornout | 19. Mai 1982      | Belgien      |

## Platzierungen in UCI-Ranglisten
UCI Europe Tour 2011
|       | Fahrer        | Punkte |
| ----- | ------------- | ------ |
| 296.  | Tijmen Eising | 54     |
| 743.  | Kevin Pauwels | 13     |
| 1064. | Jim Aernouts  | 5      |